# Župnija Sveti Duh na Ostrem vrhu
Župnija Sveti Duh na Ostrem vrhu je rimskokatoliška teritorialna župnija dekanije Maribor mariborskega naddekanata, ki je del nadškofije Maribor.